# Sułów (wieś w województwie dolnośląskim)

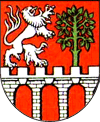
Nieoficjalny herb Sułowa

Sułów – wieś o charakterze miejskim (dawne miasto) w Polsce położona w województwie dolnośląskim, w powiecie milickim, w gminie Milicz, nad rzeką Barycz na terenie Stawów Milickich. W latach 1775–1945 samodzielne miasto. W latach 1945–1954 i 1973–1977 miejscowość była siedzibą gminy Sułów. W latach 1975–1998 miejscowość położona była w województwie wrocławskim.

## Toponimia
Nazwę miejscowości w polskiej formie Sulów oraz po niemiecku Sulau w książce „Krótki rys jeografii Szląska dla nauki początkowej” wydanej w Głogówku w 1847 wymienił śląski pisarz Józef Lompa. Na wydanej w 1888 roku mapie Wielkopolski według Kodeksu dyplomatycznego Wielkopolski miejscowość została wymieniona jako Żuława.
Po II wojnie światowej polska administracja nadała miejscowości nazwę Sulejewo, którą później zmieniono na polską historyczną Sułów.

## Historia
Początki osadnictwa sięgają okresu lateńskiego (ok. IV w. p.n.e), pierwsza wzmianka pochodzi z 1351. Położona była w puszczy przy przeprawie przez Barycz. Początkowo związana z istniejącym tu zamkiem książęcym, od 1595 siedziba baronatu. W 1645 miała tu miejsce bitwa pomiędzy wojskami cesarskimi a szwedzkimi. W 1777 Sułów otrzymał prawa miejskie, miasto słynęło z jarmarków, gdzie handlowano bydłem i zbożem. W 1945 roku Sułów stracił prawa miejskie.  
W 2022 i 2023 roku Sułów bezskutecznie ubiegał się o odzyskanie praw miejskich. Przyczyną tego był brak precedensu w Polsce tworzenia dwóch miast w jednej gminie, ponadto nie określono granicy i powierzchni projektowanego miasta Sułów oraz brak zaświadczenia Starosty Milickiego potwierdzającego zgodność tych danych z operatem ewidencyjnym.

## Demografia
Według Narodowego Spisu Powszechnego (III 2011 r.) liczy 1583 mieszkańców. Jest największą miejscowością gminy Milicz.

## Zabytki
Do wojewódzkiego rejestru zabytków wpisane są:
- układ urbanistyczny, z XIV w., 1755 r.
- kościół parafialny pw. św. Piotra i Pawła, drewniany kościół szachulcowy[12], wybudowany w latach 1731–1734[13], 1846 r.
- kościół cmentarny ewangelicki, obecnie rzymskokatolicki filialny pw. Matki Boskiej Częstochowskiej, szachulcowy[14], zbudowany w latach 1765–1767, pełniący obecnie funkcję kościoła pomocniczego

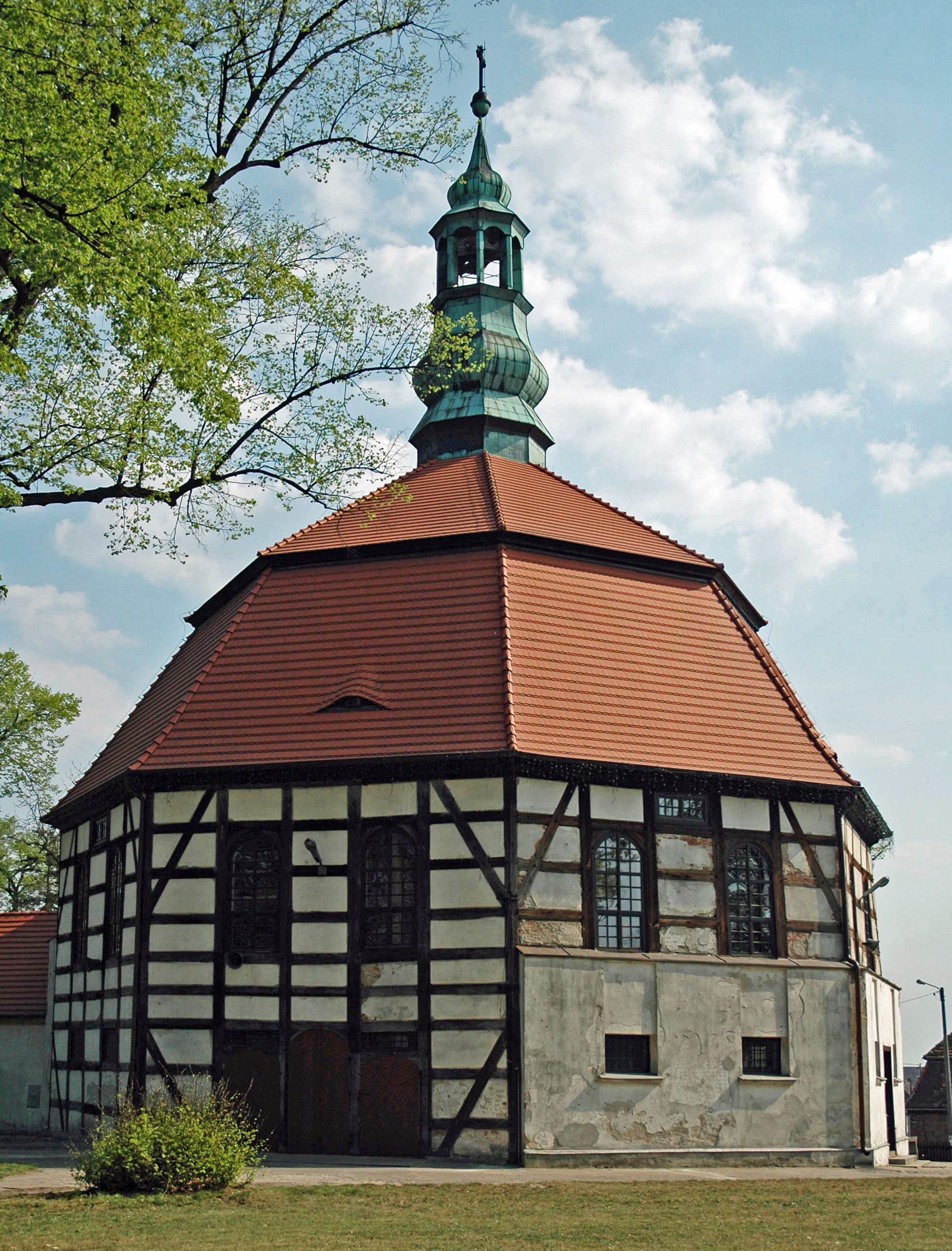
Kościół pw. Matki Boskiej Częstochowskiej

- zespół pałacowy, z drugiej połowy XVII w. – XIX w.:
  - pałac, zbudowany u schyłku XVII w. w stylu barokowym, przebudowany w XVIII w. w stylu rokoko, odnowiony w latach 60. XX wieku. W środku wystrój barokowy oraz, w mniejszym stopniu, rokokowy (piec kaflowy)
  - park
- dom, Rynek 11, z XVIII/XIX w.
- spichrz, murowano-szachulcowy, ul. Zamkowa 3, z około roku 1800
- budynek gospodarczy, obecnie mieszkalny, ul. Żmigrodzka 10, szachulcowy, z 1820 r.

inne zabytki: 
- zamek myśliwski (fundamenty) na wyspie koło wsi, znany od 1351 r., a zniszczony w 1500 r. Zamek wybudowany został przez Piastów oleśnickich. Pod koniec XV w. był siedzibą rycerzy-rozbójników m.in. Wawrzyńca Garwolskiego i Koschmiedora. Zburzony został przez wyprawę wrocławskich mieszczan pod dowództwem Jana Tarnki[6].

## Sport
Od 1947 roku w Sułowie działa klub piłkarski Ludowy Klub Sportowy „Barycz” Sułów. Klub rozgrywa mecze na stadionie w Sułowie przy ulicy Polnej i posiada barwy biało-pomarańczowe.